# Rabino Jiya
El Rabino Jiya el Grande, (en hebreo: רבי חייא הגדול) (transliterado: Rabí Jiya HaGadol) era originario de Babilonia, de la ciudad de Kapri, y descendía de la familia de Shimmi, un hermano del Rey David (David HaMelej). Jiya emigró de joven a Palestina, y estudió en la Yeshivá del Rabino Yehudah Hanasí (el Príncipe), en la ciudad de Séforis. Con el tiempo se engrandeció en el conocimiento de la Santa Torá, y como discípulo llegó a ser compañero de estudio del Rabino Yehudah Hanasí, disfrutaba de su aprecio en general, y el Rabino Yehudah Hanasí decía sobre él: "Grandes son los hechos del Rabino Jiya". Al mismo tiempo que era un gran sabio de la Santa Torá, Jiya se ocupaba de sus propios negocios.
El Rabino Jiya, es el autor de la Tosefta, un recopilación de leyes que no fueron incluidas en la Mishná del Rabino Yehudah Hanasí. Jiya dedicó toda su vida a enseñar la Santa Torá a los niños de Eretz Israel, Jiya viajaba constantemente a aquellos poblados donde no había profesores, para enseñar la Sagrada Ley.
El Sagrado Talmud de Babilonia nos relata de que forma organizaba el Rabino Jiya sus actividades: sembraba lino, con el cual formaba redes. Con las redes cazaba ciervos, los degollaba, distribuía la carne de los ciervos entre los huérfanos, con el cuero hacía pergaminos, con los que escribía los cinco libros de la Sagrada Torá.
En cada población donde no había profesores, Jiya tomaba a cinco niños, y les enseñaba un libro de la Torá a cada uno. A su vez cada alumno muy preparado, tomaba a su cargo a otros cinco niños de su misma población, y les enseñaba la Santa Torá. Así fue como la Torá fue propagada por toda la Tierra de Israel (Eretz Israel).
El Rabino Jiya murió después de la defunción del Rabino Yehudah Hanasí (el Príncipe) y fue enterrado en Galilea. Debido a su santidad, todo el Pueblo de Israel (Am Israel) fue a rezar ante su tumba.